# چن لین (بدمینتون‌باز)
چن لین (انگلیسی: Chen Lin؛ زادهٔ ۷ مارس ۱۹۷۷) بدمینتون‌باز زن اهل چین بود. وی در بازی‌های المپیک تابستانی ۲۰۰۰ شرکت کرده‌است.